# اقلیم تبریز

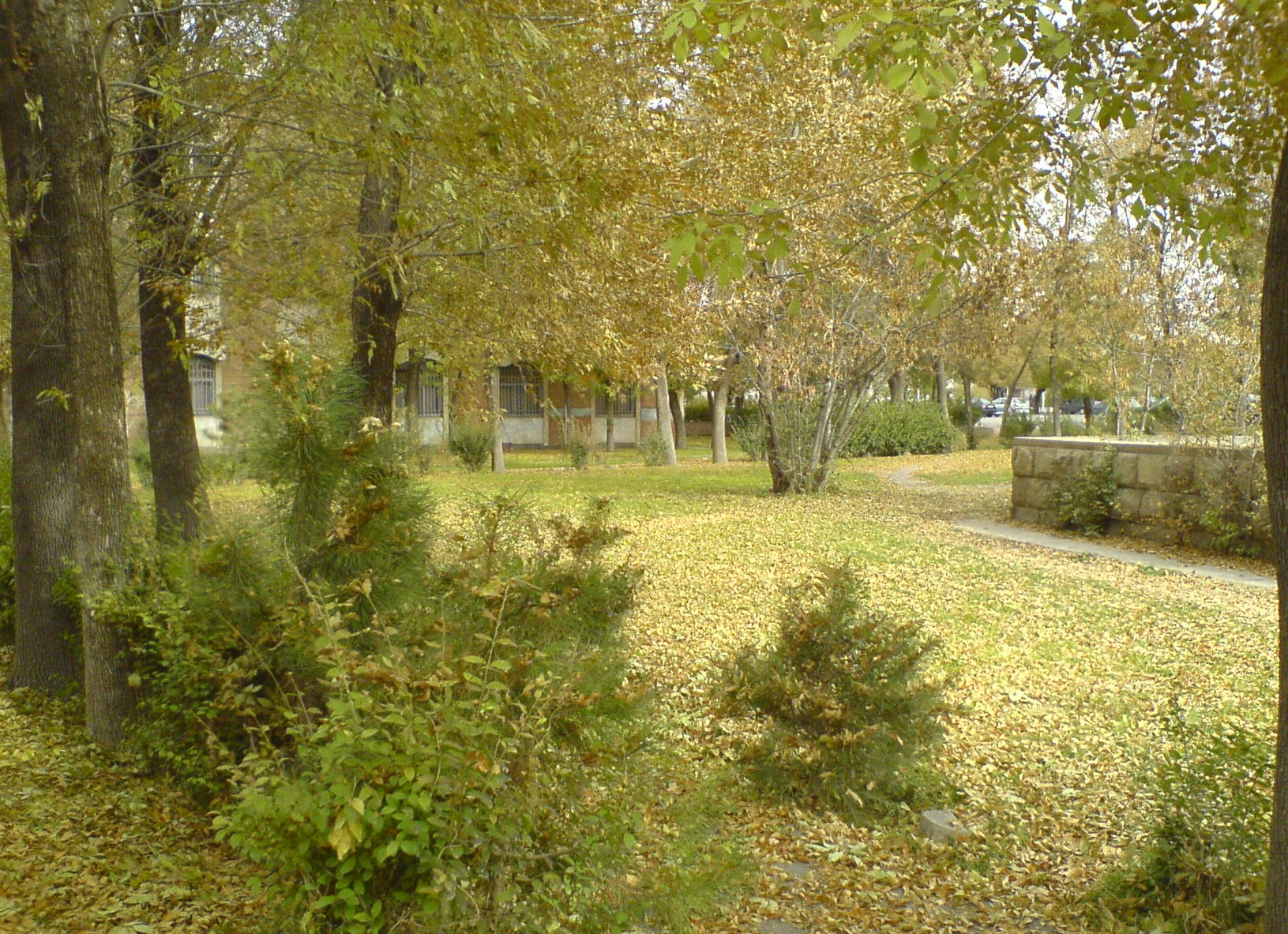
نمایی از محوطهٔ دانشگاه تبریز در فصل پاییز

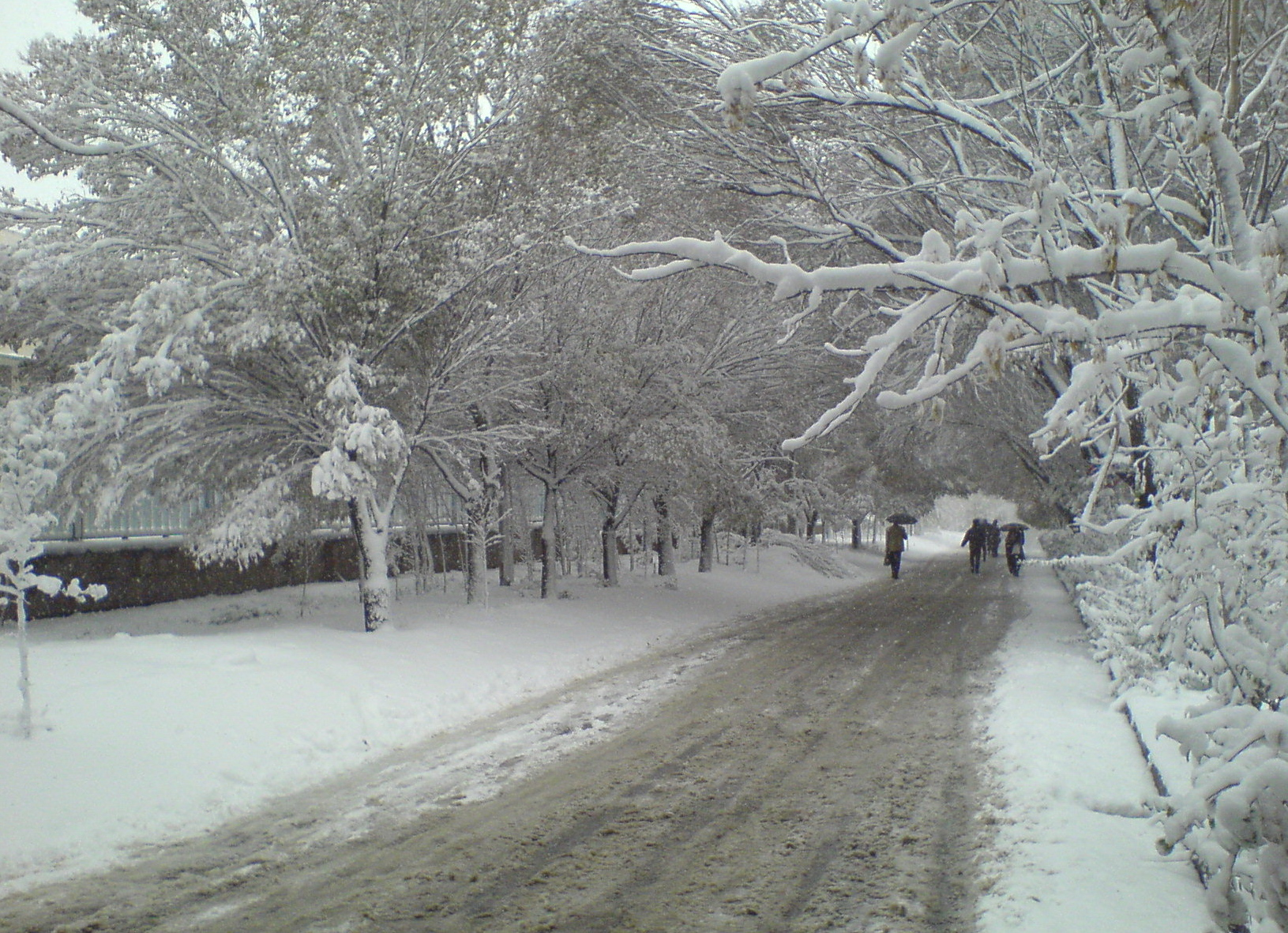
نمایی از محوطهٔ دانشگاه تبریز در فصل زمستان

اقلیم تبریز استپی خشک با تابستان‌های گرم و خشک و زمستان‌های سرد است. سرمای زمستانی، تأثیرپذیرفته از ارتفاع بالا و توپوگرافی کوهستانی منطقه‌است.
آب و هوای این شهر در تابستان‌ها خشک و گرم است؛ اگرچه حرارت به دلیل نزدیکی به کوه سهند و وجود باغ‌های زیادی در پیرامون شهر تعدیل می‌گردد.
میانگین بارندگی سالیانهٔ تبریز مانند بیش‌تر شهرهای ایران بسیار اندک و در حدود ۳۳۰٫۱ میلی‌متر در سال است. معمولاً در طول فصل تابستان، میزان بارندگی بسیار ناچیز بوده و به ندرت بارش رخ می‌دهد.

## دما
میانگین دمای تبریز در تیرماه (گرم‌ترین ماه سال) ۲۵٫۴ درجهٔ سانتی‌گراد، در دی‌ماه (سردترین ماه سال) ۲٫۵- درجهٔ سانتی‌گراد، در فروردین‌ماه ۱۰٫۵ درجهٔ سانتی‌گراد و در مهرماه ۱۴٫۱ درجهٔ سانتی‌گراد و میانگین سالانهٔ دما ۱۱٫۹ درجهٔ سانتی‌گراد است.

## بارش
میانگین بارندگی سالیانهٔ تبریز مانند بیش‌تر شهرهای ایران بسیار اندک و در حدود ۳۳۰٫۱ میلی‌متر در سال است. معمولاً در طول فصل تابستان، میزان بارندگی بسیار ناچیز بوده و به ندرت بارش رخ می‌دهد.
میانگین بارش در تبریز در زمستان ۱۱۳٫۳ میلی‌متر، در بهار ۱۲۱٫۸ میلی‌متر، در تابستان ۲۰٫۷ میلی‌متر و در پاییز ۷۴٫۳ میلی‌متر است. تعداد روزهای یخ‌بندان در طول سال به‌طور متوسط ۱۴۹٫۵ روز است که عموماً از اواسط پاییز تا اواخر زمستان را دربر می‌گیرد.
نوسان بارندگی سالانه از ۵۱۳٫۳ میلی‌متر در سال‌های پربارش تا حداقل ۱۹۲٫۴ میلی‌متر در سال‌های کم‌بارش گزارش شده که خطر سال‌های سیلابی و خشک‌سالی روشن می‌گردد. گزارش‌های تاریخی از دوران مغول تا سدهٔ حاضر بیانگر خسارت‌های عمده‌ای است که سیلاب‌های سنگین -که عموماً در اواخر بهار و اوایل تابستان اتفاق می‌افتند- به شهر وارد کرده‌اند.

## جدول
| آب و هوای تبریز                         | آب و هوای تبریز | آب و هوای تبریز | آب و هوای تبریز | آب و هوای تبریز | آب و هوای تبریز | آب و هوای تبریز | آب و هوای تبریز | آب و هوای تبریز | آب و هوای تبریز | آب و هوای تبریز | آب و هوای تبریز | آب و هوای تبریز | آب و هوای تبریز |
|                                         | ژانویه          | فوریه           | مارس            | آوریل           | مـــــه         | ژوئـن           | ژوئیـه          | اوت             | سپتامبر         | اکتبـر          | نوامبر          | دسامبر          | سـال            |
| --------------------------------------- | --------------- | --------------- | --------------- | --------------- | --------------- | --------------- | --------------- | --------------- | --------------- | --------------- | --------------- | --------------- | --------------- |
| گرم‌ترین C°                              | ۱۶٫۰            | ۱۹٫۰            | ۲۵٫۴            | ۳۰٫۴            | ۳۳٫۵            | ۳۹٫۰            | ۴۲٫۰            | ۴۰٫۰            | ۳۸٫۰            | ۳۰٫۶            | ۲۳٫۴            | ۲۱٫۸            | ۴۲٫۰            |
| میانگین گرم‌ترین‌ها C°                    | ۲٫۳             | ۴٫۷             | ۱۰٫۳            | ۱۶٫۹            | ۲۲٫۷            | ۲۸٫۷            | ۳۲٫۷            | ۳۲٫۶            | ۲۸٫۲            | ۲۰٫۵            | ۱۱٫۹            | ۵٫۱             | ۱۸٫۰            |
| میانگین سردترین‌ها C°                    | -۵٫۷            | -۴٫۱            | ۰٫۴             | ۵٫۹             | ۱۰٫۶            | ۱۵٫۲            | ۱۹٫۳            | ۱۹٫۰            | ۱۴٫۴            | ۸٫۲             | ۲٫۱             | -۲٫۸            | ۶٫۹             |
| سردترین C°                              | -۲۵٫۰           | -۲۲٫۰           | -۱۹٫۰           | -۱۲٫۰           | ۰٫۶             | ۴٫۰             | ۷٫۰             | ۱۰٫۰            | ۴٫۰             | -۴٫۰            | -۱۷٫۰           | -۱۹٫۵           | -۲۵٫۰           |
| بارش mm                                 | ۲۲٫۳            | ۲۴٫۲            | ۴۰٫۶            | ۵۲٫۷            | ۴۲٫۶            | ۱۶٫۹            | ۵٫۸             | ۳٫۲             | ۷٫۶             | ۲۱٫۹            | ۲۷٫۹            | ۲۳٫۲            | ۲۸۸٫۹           |
| منبع: سازمان هواشناسی ایران (۲۰۰۵–۱۹۵۱) |                 |                 |                 |                 |                 |                 |                 |                 |                 |                 |                 |                 |                 |